# Следите
„Следите“ (на английски: Signs) е научнофантастичен трилър от 2002 година на режисьора М. Найт Шаямалан.

## Актьорски състав
| Актьор           | Роля                                                           |
| ---------------- | -------------------------------------------------------------- |
| Мел Гибсън       | Греъм Хес – фермер и бивш свещеник                             |
| Хоакин Финикс    | Мерил Хес – по-малкият брат на Греъм, бивш играч на бейзбол    |
| Рори Кълкин      | Морган Хес – синът на Греъм                                    |
| Абигейл Бреслин  | Бо Хес – дъщерята на Греъм                                     |
| Чери Джоунс      | Каролайн Паски – местна полицай и приятелка на семейство Хес   |
| М. Найт Шаямалан | Рей Реди – ветеринарният лекар, отговорен за смъртта на Колийн |
| Патриша Калембер | Колийн Хес – починалата съпруга на Греъм                       |
| Тед Сътън        | Кънингам – армейски вербовчик                                  |
| Мерит Уевър      | Трейси Абърнати – фармацевт                                    |
| Лани Флаърти     | Карл Нейтън – собственик на книжарницата в града               |
| Марион Маккори   | г-жа Нейтън – съпругата на Карл Нейтън                         |
| Майкъл Шоуолтър  | Лайънъл Причард – местен размирник                             |
| Клифърд Дейвид   | професор от Колумбийския университет                           |